# وزارة الفلاحة والصيد البحري والتنمية القروية والمياه والغابات (المغرب)
وزارة الفلاحة والصيد البحري والتنمية القروية والمياه والغابات هي الوزارة المسؤولة عن إعداد وتنفيذ سياسة الحكومة في ميدان الفلاحة والتنمية القروية في المغرب. يقع مقرها في العاصمة الرباط.

## المهام والاختصاصات

### قطاع الفلاحة
تناط بوزارة الفلاحة والصيد البحري والتنمية القروية والمياه والغابات - قطاع الفلاحة، مهمة إعداد وتنفيذ سياسة الحكومة في ميدان الفلاحة والتنمية القروية. وتتولى لهذا الغرض، مع مراعاة الاختصاصات المسندة إلى وزارات أخرى، القيام بالمهام التالية:
- وضع وتنفيذ سياسة الحكومة في مجال الإعداد الفلاحي
- دراسة وإعداد إستراتيجية تدخل لتحسين ومراجعة حالة الأوضاع العقارية للقطاع الفلاحي
- اتخاذ التدابير اللازمة لترشيد استعمال الموارد المائية لأجل الري
- إعداد وتنفيذ سياسة الحكومة في مجال تشجيع الإنتاج الفلاحي وتأهيل المنظمات المهنية الفلاحية في إطار سلاسل الإنتاج
- العمل على وضع الآليات الكفيلة بتشجيع الاستثمار في المجال الفلاحي
- إنجاز الدراسات والأبحاث الضرورية لتطوير الفلاحة على الصعيدين الوطني والجهوي
- إعداد النصوص القانونية والتنظيمية المتعلقة بالأنشطة الفلاحية
- جمع وتحليل ونشر الإحصائيات والمعلومات الفلاحية
- إعداد وتنفيذ إستراتيجية في ميادين التعليم العالي الفلاحي والبحث الزراعي والتكوين التقني والمهني الفلاحي
- المساهمة في المفاوضات المتعلقة بالتجارة الحرة في الميدان الفلاحي وتدبير الاتفاقيات في هذا الشأن
- الإشراف على جميع الدراسات المستقبلية الرامية إلى البحث عن أسواق مفيدة لترويج المنتجات النباتية والحيوانية
- الإعداد والمساهمة في دراسات ومشاريع تحويل وتثمين المنتجات النباتية والحيوانية عن طريق التصنيع
- تتبع ودراسة تطور الأسواق الوطنية والدولية وأسعار المنتجات الفلاحية وتكاليف الإنتاج واقتراح تدابير التدخل الملائمة
- إعداد سياسة الحكومة في مجال السلامة الصحية للنباتات والحيوانات والمنتجات الغذائية، عبر أنحاء المملكة وبالنقط الحدودية
- اقتراح سياسة الحكومة في مجال التنمية القروية والسهر على تنفيذها، بتنسيق مع السلطات الحكومية المعنية
- القيام بأعمال سكرتارية اللجنة الوزارية الدائمة لتنمية المجال القروي والمناطق الجبلية.

### قطاع الصيد البحري
تتمثل مهام واختصاصات قطاع الصيد البحري فيما يلي:
- إعداد إستراتيجية لتطوير قطاع الصيد البحري وكل الأنشطة المتصل به
- تحديد التوجهات وتنفيذ الإجراءات لضمان التطوير والاستغلال الراشد للموارد السمكية خاصة في المناطق الاقتصادية الخالصة، وذلك عبر وضع تدابير وخطط تنموية لمصايد الأسماك
- الاعتماد على الأبحاث العلمية والدراسات التقنية والاقتصادية والاجتماعية، الكفيلة بتطوير وتنمية كل الأنشطة المرتبطة بقطاع الصيد البحري ومجالات تخصاصته
- الحرص على ضمان جودة المنتوجات البحرية، عبر اتخاذ جميع التدابير اللازمة في هذا الأمر
- اتخاذ جميع التدابير الرامية إلى تشجيع المنتوجات البحرية والسمكية، وذلك عبر التحفيز على التطوير وتشجيع الترويج للصناعة التحويلية المشتغلة في قطاع الصيد البحري
- تحديد الاستراتيجية القمينة بضمان تطوير الشغل في قطاع الصيد البحري، عبر تقديم الدعم الإداري والحرص على انضباط كل المشتغلين في مجال البحري
- اتخاذ التدابير اللازمة في مجال السلامة الملاحية، والحماية والمحافظة على البيئة البحرية وإدارة حطام السفن
- دعم النقل البحري والإبحار وفق سيادة مغربية، مع تشجيع تطوير قطاعات الملاحة الترفيهية والسياحية
- تعزيز التنسيق مع السلطات المعنية بالقطاع، وتشجيع التعاون الدولي بما يخدم القطاع، خاصة لنقل التقنيات العلمية والتكنولوجية الحديثة، والانفتاح على أسواق جديدة سواء للمنتوجات البحرية أو في ما يهم النقل البحري
- صياغة مشاريع القوانين التشريعية، والقرارات التنظيمية المرتبطة بمجال اختصاصها
- توفير دورات تكوينية للعاملين في المجال البحري، مدراء ومهندسين وتقنيين وكل المشتغلين في القطاع بما يعزز وضعهم الاجتماعي والمهني

## المخططات

### مخطط المغرب الأخضر
تفعيلا للتوجهات الملكية للملك محمد السادس، تبنى قطاع الفلاحة بوزارة الفلاحة والصيد البحري والتنمية القروية والمياه والغابات مخطط المغرب الأخضر كاستراتيجية متكاملة ومندمجة لتنمية القطاع الفلاحي.
يهدف هذا المخطط إلى:
- إعطاء القطاع الفلاحي دينامية متطورة متوازنة مع مراعاة الخصوصيات
- تثمين الإمكانات واستثمار هوامش التطور
- مواجهة الرهانات المعاصرة مع الحفاظ على التوازنات السوسيو-اقتصادية
- مواكبة التحولات العميقة التي يعرفها قطاع الصناعات الغذائية على المستوى العلمي

وتتمحور هذه الاستراتيجية الطموحة حول مقاربة شمولية وادماجية لكل الفاعلين بمختلف توجهاتهم في القطاع الفلاحي.
وقدارتكزت الاستراتيجية على دعامتين أساسيين هما: الفلاحة العصرية والفلاحة التضامنية
تهدف دعامة الفلاحة العصرية إلى تنمية فلاحة متكاملة، تستجيب لمتطلبات السوق، وذلك من خلال انخراط القطاع الخاص في استثمارات جديدة ومنصفة.
في حين أن دعامة الفلاحة التضامنية تسطر لمقاربة ترمي بالأساس إلى محاربة الفقر في العالم القروي عبرتحسين دخل الفلاحين الصغار.
ويرجى عموما من هذا المخطط المساهمة في نموالاقتصاد المغربي وذلك بالرفع من الناتج الداخلي الخام وخلق فرص الشغل ومحاربة الفقرودعم  القدرة الشرائية للمستهلك المغربي وكذا ضمان الأمن الغذائي على المدى الطويل.

## المكاتب الجهوية للاستثمار الفلاحي
- المكتب الجهوي للاستثمار الفلاحي للغرب
- المكتب الجهوي للاستثمار الفلاحي لتادلة
- المكتب الجهوي للاستثمار الفلاحي لتافيلالت
- المكتب الجهوي للاستثمار الفلاحي لدكالة
- المكتب الجهوي للاستثمار الفلاحي لسوس-ماسة
- المكتب الجهوي للاستثمار الفلاحي للوكوس
- المكتب الجهوي للاستثمار الفلاحي لورزازات
- المكتب الجهوي للاستثمار الفلاحي لملوية
- المكتب الجهوي للاستثمار الفلاحي للحوز

## مقالات ذات صلة
- اقتصاد المغرب
- الفلاحة في المغرب
- الصيد البحري في المغرب
- الزيتون في المغرب